# Jean Tarcisius Batamboc
Jean Tarcisius Batamboc (* 1. Oktober 1987) ist ein kamerunischer Sprinter, der sich auf den 100-Meter-Lauf spezialisiert hat.

## Sportliche Laufbahn
Erste internationale Erfahrungen sammelte Jean Tarcisius Batamboc bei den Afrikaspielen 2011 in Maputo, bei denen er mit 11,0 s in der ersten Runde über 100 Meter ausschied. Auch bei den Afrikameisterschaften in Porto-Novo im Jahr darauf schied er mit 11,16 s im Vorlauf aus, belegte aber mit der simbabwischen 4-mal-100-Meter-Staffel in 40,16 s den fünften Platz. Ähnlich erging es ihm bei den Leichtathletik-Afrikameisterschaften 2014 in Marrakesch, bei denen er über 100 Meter mit 10,84 s in der Vorrunde ausschied und mit der Staffel in 40,42 s auf den sechsten Platz gelangte. 2015 nahm er erneut an den Afrikaspielen in Brazzaville teil, schied dort aber mit 10,96 s im Vorlauf aus. 2017 durfte er dank einer Wildcard an den Weltmeisterschaften in London teilnehmen und überstand dort die Pre-Qualifikationsrunde und schied dann mit 10,75 s im Vorlauf aus. 2019 gelangte er bei den Afrikaspielen in Rabat über 100 Meter bis in das Halbfinale, in dem er mit 10,74 s ausschied, während er mit der Staffel in 40,12 s auf den siebten Platz gelangte.

## Bestleistungen
- 100 Meter: 10,50 s (+1,7 m/s), 13. April 2019 in Yaoundé